# William Beechey
Henry William Beechey (Burford, 12 dicembre 1753 – Londra, 28 gennaio 1839) è stato un pittore inglese, noto soprattutto come ritrattista.
Nonostante avesse progettato di fare il notaio, l'amore per la pittura lo spinse ad iscriversi nel 1772 alla Royal Academy. I suoi piccoli ritratti gli fecero presto godere di buona reputazione e ottenere commissione dai membri della nobiltà. Nel 1793 diventò membro della Royal Academy.
Dipinse i ritratti dei membri della famiglia reale e di quasi tutte le persone più in vista dell'epoca.